# Jaltomata sagastegui
Jaltomata sagastegui ist eine Pflanzenart aus der Gattung Jaltomata in der Familie der Nachtschattengewächse (Solanaceae). Sie wurde 1996 erstbeschrieben.

## Beschreibung
Jaltomata sagastegui sind verzweigende Sträucher, die bis zu 1 m hoch werden. Die jungen Triebe sind leicht vier- oder fünfkantig, die verholzten Triebe sind braun und drehrund. An den jungen Trieben stehen etwa 0,4 mm lange, baumartig verzweigte Trichome, selten gegabelte oder unverzweigte. Die Spreite der oft paarig stehenden Laubblätter ist eiförmig, die Spitze gelegentlich spitz zulaufend, der Rand ist ganzrandig oder umgebogen, die Größe beträgt 3,2 bis 14 × 1 bis 6,5 cm. Die Blätter sind beidseitig filzig mit unverzweigten und baumförmig verzweigten Trichomen von 0,04 bis 0,22 mm Länge besetzt.
Die gelegentlich verzweigten Blütenstände bestehen aus bis zu zwölf Blüten, die an 4,5 bis 7 mm langen Blütenstielen stehen, die wiederum an einem 9,5 bis 28 mm langen Blütenstandsstiel stehen. Zur Blühphase ist der Kelch grün gefärbt, 5,1 bis 6,5 mm lang und mit bis zu 2,6 mm langen, umgebogenen Zipfeln besetzt, der Raum zwischen den Zipfeln beträgt 1,2 mm. Die Außenseiten des Kelches ist dicht filzig mit verzweigten Trichomen besetzt. Die Krone ist kurz-röhrenförmig mit einem radförmigen Kronsaum, an dem wiederum fünf Kronzipfel abwechselnd mit fünf sehr kleinen bis nicht vorhandenen Zipfelchen stehen. Die Kronblätter sind weiß bis auf zwei violette Flecken die beidseitig der Hauptader des Kronblattes stehen. Die Blüte hat einen Durchmesser von 11 bis 14 mm und eine Länge von 4,5 mm, die Kronröhre hat einen Durchmesser von 4,5 mm. Die Staubblätter stehen nicht über die Kronröhre hinaus, sie sind 3,2 bis 3,4 mm lang. Die unteren 40 bis 50 % der Staubfäden sind mit bis zu 0,5 mm langen, unverzweigten Trichomen besetzt. Die ungeöffneten Staubbeutel sind 1,6 bis 2,0 × 1,3 bis 1,5 mm lang. Die Staubbeutel einer Blüte enthalten etwa 75.000 bis 93.000 Pollenkörner, die eine Größe von etwa 25 bis 30 µm besitzen. Die Narbe hat einen Durchmesser von 0,33 bis 0,6 mm und steht an einem 3,5 bis 5,4 mm langen Griffel, der 1 bis 3 mm über die Staubblätter hinaussteht. Je Fruchtblatt werden etwa 56 bis 87 Samenanlagen gebildet.
Die Frucht ist eine gelb-orange oder orange Beere mit einem Durchmesser von 5 bis 8 mm. Die Kelchzipfel haben an der Frucht eine Größe von 4,5 mm und stehen bis zu 3 mm auseinander.
Die Chromosomenzahl beträgt 2n = 24.

## Vorkommen
Die Art kommt in der Provinz Contumazá des Departements Cajamarca im Norden Perus vor. Der lokale Name der Pflanze ist Canamuela, die Früchte werden gegessen.

## Etymologie
Das Art-Epitheton ehrt den peruanischen Botaniker Abundio Sagástegui Alva.